# 168-й меридіан східної довготи
168-й меридіан східної довготи — лінія довготи, що лежить на 168 градусів східніше Гринвіцького меридіана. Вона проходить від Північного полюса через Північний Льодовитий океан, Азію, Тихий океан, Нову Зеландію, Південний океан та Антарктиду до Південного полюса.
168-й меридіан східної довготи формує велике коло разом із 12-тим меридіаном західної довготи.

## Список географічних об'єктів, що перетинає 168° сх. д.
Починаючи на Північному полюсі та рухаючись до Південного полюса, 168-й меридіан східної довготи проходить через:
| Координати                                                   | Країна, територія або море | Примітки |
| ------------------------------------------------------------ | -------------------------- | --- |
| 90°0′ пн. ш. 168°0′ сх. д. / 90.000° пн. ш. 168.000° сх. д.  | Північний Льодовитий океан | |
| 74°25′ пн. ш. 168°0′ сх. д. / 74.417° пн. ш. 168.000° сх. д. | Східносибірське море       | |
| 69°56′ пн. ш. 168°0′ сх. д. / 69.933° пн. ш. 168.000° сх. д. | Росія                      | Проходить через острів Айон |
| 60°32′ пн. ш. 168°0′ сх. д. / 60.533° пн. ш. 168.000° сх. д. | Берингове море             | |
| 54°34′ пн. ш. 168°0′ сх. д. / 54.567° пн. ш. 168.000° сх. д. | Росія                      | Проходить через острів Мідний |
| 54°32′ пн. ш. 168°0′ сх. д. / 54.533° пн. ш. 168.000° сх. д. | Тихий океан                | Проходить східніше атола Кваджалейн, Маршаллові Острови                                                                          |
| 8°11′ пн. ш. 168°0′ сх. д. / 8.183° пн. ш. 168.000° сх. д.   | Маршаллові Острови         | Проходить через атол Наму[en] |
| 8°7′ пн. ш. 168°0′ сх. д. / 8.117° пн. ш. 168.000° сх. д.    | Тихий океан                | Проходить західніше атола Наморік[en], Маршаллові Острови                                                                        |
| 14°12′ пд. ш. 168°0′ сх. д. / 14.200° пд. ш. 168.000° сх. д. | Коралове море              | Проходить західніше острова Мерелава, Вануату Проходить західніше острова Маево[en], Вануату                                     |
| 15°17′ пд. ш. 168°0′ сх. д. / 15.283° пд. ш. 168.000° сх. д. | Вануату                    | Проходить через острів Амбае |
| 15°19′ пд. ш. 168°0′ сх. д. / 15.317° пд. ш. 168.000° сх. д. | Коралове море              | Проходить західніше острова Пентекост, Вануату                                                                                   |
| 16°12′ пд. ш. 168°0′ сх. д. / 16.200° пд. ш. 168.000° сх. д. | Вануату                    | Проходить через острів Амбрім |
| 16°19′ пд. ш. 168°0′ сх. д. / 16.317° пд. ш. 168.000° сх. д. | Коралове море              | Проходить східніше острова Малекула, Вануату Проходить західніше острова Епі, Вануату Проходить західніше острова Ефате, Вануату |
| 21°27′ пд. ш. 168°0′ сх. д. / 21.450° пд. ш. 168.000° сх. д. | Нова Каледонія             | Проходить через острів Маре |
| 21°39′ пд. ш. 168°0′ сх. д. / 21.650° пд. ш. 168.000° сх. д. | Тихий океан                | Проходить західніше острова Норфолк, Острів Норфолк                                                                              |
| 44°19′ пд. ш. 168°0′ сх. д. / 44.317° пд. ш. 168.000° сх. д. | Нова Зеландія              | Проходить через Південний острів                                                                                                 |
| 46°23′ пд. ш. 168°0′ сх. д. / 46.383° пд. ш. 168.000° сх. д. | Протока Фово               | |
| 46°46′ пд. ш. 168°0′ сх. д. / 46.767° пд. ш. 168.000° сх. д. | Нова Зеландія              | Проходить через острів Стюарт |
| 47°7′ пд. ш. 168°0′ сх. д. / 47.117° пд. ш. 168.000° сх. д.  | Тихий океан                | |
| 60°0′ пд. ш. 168°0′ сх. д. / 60.000° пд. ш. 168.000° сх. д.  | Південний океан            | |
| 71°8′ пд. ш. 168°0′ сх. д. / 71.133° пд. ш. 168.000° сх. д.  | Антарктида                 | Проходить через Територію Росса (претендує Нова Зеландія)                                                                        |
| 73°33′ пд. ш. 168°0′ сх. д. / 73.550° пд. ш. 168.000° сх. д. | Південний океан            | Море Росса |
| 77°25′ пд. ш. 168°0′ сх. д. / 77.417° пд. ш. 168.000° сх. д. | Антарктида                 | Проходить через Територію Росса (претендує Нова Зеландія)                                                                        |